# My Boy Lollipop
My Boy Lollipop is een liedje geschreven door Robert Spencer en Johnny Roberts. Het werd in 1956 voor het eerst opgenomen door Barbie Gaye. De Jamaicaanse zangeres Millie Small nam in februari 1964 in Engeland een cover op, die door Fontana Records werd uitgegeven. Small werd begeleid door gitarist Ernest Ranglin, trompettist Pete Peterson, Jimmy Powell en The Dimensions (bestaande uit gitarist Red Godwin, bassist Tony Lucas, saxofonist Alan Shepherd, drummer Duke Russell en mondharmonicaspeler Pete Hogman). Er doen geruchten de ronde dat een toen negentienjarige Rod Stewart mondharmonica zou hebben gespeeld op dit nummer. De single van Small, met het liedje "Something's Gotta Be Done" op de B-kant, bereikte de tweede plaats in de Amerikaanse en Britse hitlijsten, de achtste plaats in de Tijd Voor Teenagers Top 10 en het werd een nummer één-hit in Ierland. Er werden meer dan zeven miljoen exemplaren van verkocht. "My Boy Lollipop" is daarmee een van de succesvolste ska-nummers.

## Covers
Het nummer werd onder meer gecoverd door de volgende artiesten:
- De Britse zangeres Lulu
- Skabands The Beat (bij een live-optreden), Bad Manners (als My Girl Lollipop) en The Selecter (als My Collie (Not A Dog)).

## Tracklist
7" single, Philips BF-94 (1964):
1. My Boy Lollipop
2. Something's Gotta Be Done

## Hitnoteringen
| My Boy Lollipop            | My Boy Lollipop       | My Boy Lollipop | My Boy Lollipop | My Boy Lollipop | My Boy Lollipop |
| Hitlijst                   | Datum van binnenkomst | Week:           | 1               | 2               |                 |
| -------------------------- | --------------------- | --------------- | --------------- | --------------- | --------------- |
| Tijd voor Teenagers Top 10 | 1-8-1964              | Positie:        | 8               | 10              | uit             |

### NPO Radio 2 Top 2000
My Boy Lollipop stond alleen in 1999 in de NPO Radio 2 Top 2000, op plek 1805.